# Нэш, Кейт
Кейт Мари́ Нэш (англ. Kate Marie Nash; род. 6 июля 1987, Лондон) — британская певица, музыкант и актриса. В Великобритании её сингл «Foundations» в 2007 году стал вторым, а её первый альбом Made of Bricks платиновым.
На Кейт Нэш повлияли следующие музыканты: Кейт Буш, Devendra Banhart, Регина Спектор и John Cooper Clarke. Она играет инди-поп, альтернативный и пиано-рок.

## Биография
Кейт Нэш родилась в Лондоне в семье англичанина и ирландки, росла на северо-западе города. Училась играть на пианино в школе Sandbach. Гитаре обучалась у Louis Michelle; театральному искусству — в BRIT School.
В 2007 году Кейт Нэш начинает свою музыкальную карьеру. Дебютный сингл «Caroline’s a Victim/Birds» записан и выпущен в Исландии лейблом Moshi Moshi в феврале 2007 года. В апреле того же года Kate Nash подписывается на подлейбл Fiction Records лейбла Polydor Records. Второй сингл «Foundations» был выпущен 18 июня 2007 года и достиг 1 места в UK Singles Chart. Альбом Made of Bricks, спродюсированный Paul Epworth, вышел 6 августа 2007 года и достиг первого места в UK Сharts. За прошедший год Kate Nash выступала на множестве фестивалей: Wireless Festival, Bestival, the Electric Gardens, Glastonbury Festival, Latitude Festival, Reading and Leeds Festivals, Oxegen и T in the Park. В настоящий момент работает над следующим альбомом.

«Обычно я пишу музыку, просматривая свой ежедневник, выхватывая забавные слова о моей жизни и… превращая их в песни…»

## Дискография

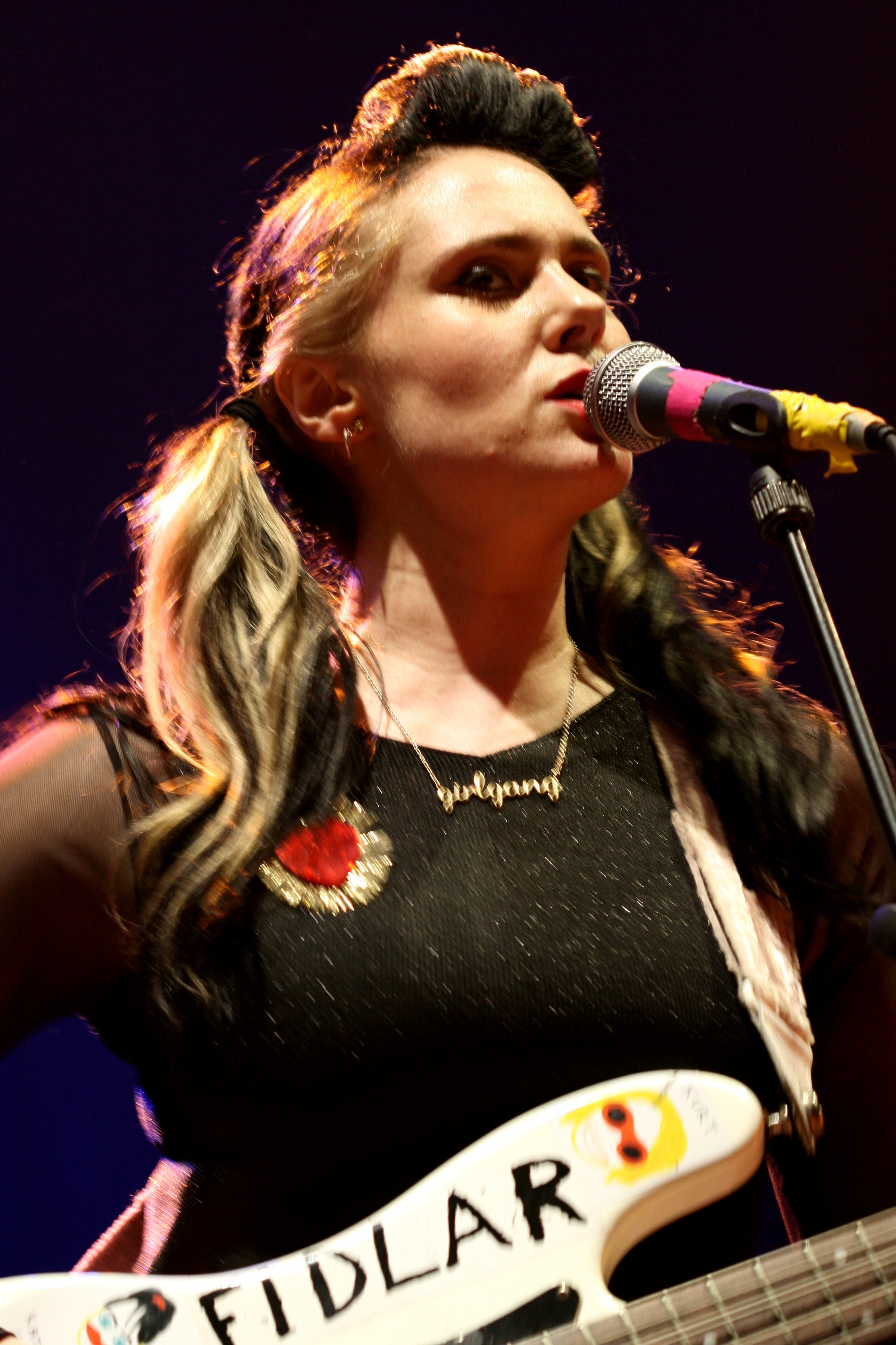
Кейт Нэш в 2013 году

### Альбомы
- Made of Bricks (2007)
- My Best Friend Is You (2010)
- Girl Talk[англ.] (2013)
- Yesterday Was Forever[англ.] (2018)

### Синглы
- «Caroline’s a Victim» (2007)
- «Nicest Thing»  (2007)
- «Foundations» (2007)
- «Mouthwash» (2007)
- «Pumpkin Soup» (2007)
- «Merry Happy» (2008)
- «Do-Wah-Doo» (2010)
- «Kiss That Grrrl» (2010)
- «Later On» (2010)
- «3AM» (2013)

## Награды
Кейт Нэш получила ряд наград как лучший музыкант 2007—2008 годов. В частности, 20 февраля 2008 года она завоевала BRIT Аward как лучшая исполнительница.